# Бильский, Казимир Карлович
Казимир Карлович Бильский — украинский советский деятель, председатель Золочевского райисполкома, 1-й секретарь Дрогобычского и Нестеровского райкомов КПУ Львовской области.

## Биография
Родился в 1926 году на территории современной Винницкой области Украины.
С 1942 года — в Красной армии, участник Великой Отечественной войны. До сентября 1942 года служил в 384-м запасном стрелковом полку 44-й запасной стрелковой дивизии.
Член ВКП(б) с 1946 года.
Находился на партийной работе.
В 1952—1956 годах — 2-й секретарь Золочевского районного комитета КПУ Львовской области.
В 1957—1958 годах — 2-й секретарь Золочевского городского комитета КПУ Львовской области.
В 1959—1960 годах — председатель исполнительного комитета Золочевского районного совета депутатов трудящихся Львовской области.
В апреле — декабре 1962 года — 1-й секретарь Дрогобычского районного комитета КПУ Львовской области.
В декабре 1962 — январе 1965 года — секретарь партийного комитета Дрогобычского производственного управления.
В январе 1965 — декабре 1975 — 1-й секретарь Дрогобычского районного комитета КПУ Львовской области.
В декабре 1975 — июне 1987 года — 1-й секретарь Нестеровского районного комитета КПУ Львовской области.
Делегат XXVII съезда КПСС.
С июня 1987 года — персональный пенсионер.

## Семья
Родился в семье Карла и Марии Петровны Бильских. Жена — Стефания Зиновьевна, сын.

## Награды
- орден Трудового Красного Знамени (8.12.1973, 17.7.1986)
- орден «Знак Почета» (26.02.1958)
- медали